# Joseph McMinn
Joseph McMinn (22 de junho de 1758 – 17 de outubro de 1824) foi um político Americano, o 5º governador do Tennessee, com mandato de 1815 a 1821. Um veterano da Guerra da Independência dos Estados Unidos, tinha anteriormente atuado na Câmara dos Representantes do Território Sudoeste (1794–1796) e como Presidente do Senado de Tennessee (1805–1811). Após seu mandato como governador, ele serviu como um agente para o Cherokee (índios nativos americanos) para o governo dos Estados Unidos.

## Início de vida

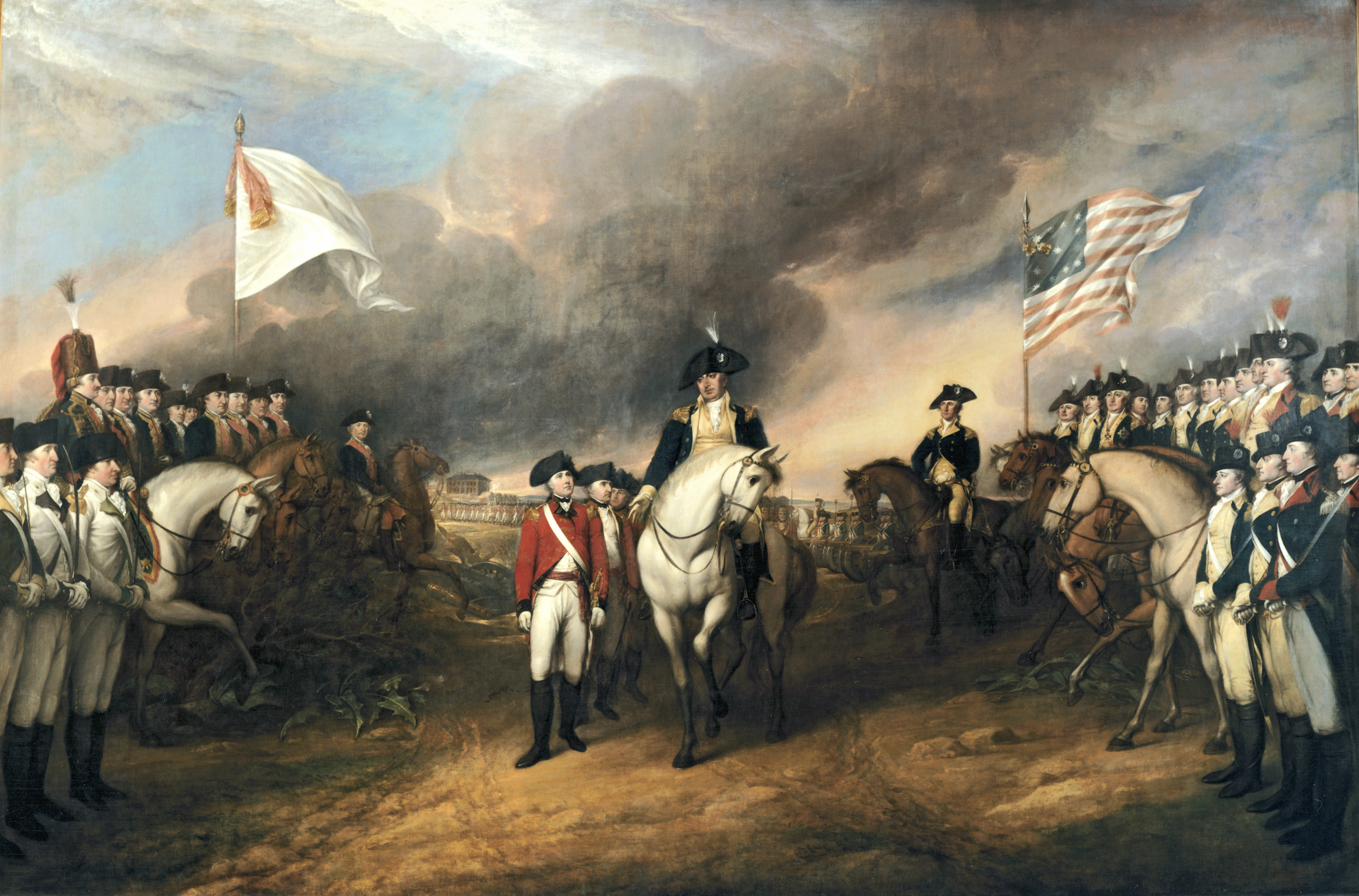
Exército Continental

McMinn nasceu na cidade de West Marlborough, Condado de Chester, Pensilvânia possuindo dez irmãos. Ele obteve apenas uma educação rural limitada e até mesmo em seus últimos anos seria descrito como um "colono rude". Embora criado como Quaker, ele juntou-se ao Exército Continental durante a Guerra da Independência dos Estados Unidos. Though raised as a Quaker, he joined the Continental Army during the American Revolution.
Em 1786 McMinn mudou-se para o município de Hawkins, Tennessee, onde ele havia comprado uma fazenda. Em 1792, o governador do Território do Sudoeste William Blount nomeou McMinn para o encargo de juiz de paz para o município de Hawkins, tendo McMinn representado Hawkins na legislatura territorial de 1794 a 1796. Ele também serviu como oficial na milícia territorial, posteriormente subindo ao posto de comandante de brigada.

## Carreira política
McMinn foi um delegado à Convenção constitucional de 1796 e ajudou a escrever a constituição do Estado que entrou em vigor quando Tennessee foi admitido à União em 1 de junho de 1796. Ele foi escolhido para entregar uma cópia do documento preenchido para o governo federal na Filadélfia. Ele exerceu mandatos no Senado de Tennessee, de 1797 a 1801 e de 1803 a 1811 e foi Presidente do Senado de 1805 a 1811.
Em 1815, McMinn disputou para governador contra quatro outros políticos de destaque do Estado: o senador Jesse Wharton; o congressista Robert Weakley; o antigo presidente da câmara de representates do estado Robert Foster e o colega delegado da Convenção constitucional Thomas Henderson. Embora seus oponentes atacassem ele na imprensa, McMinn ganhou as eleições com mais de 15.000 do total de 37.000 votos expressos. Foi reeleito em 1817, novamente derrotando Foster e eleito para um terceiro mandato em 1819, derrotando Enoch Parsons.
Enquanto governador, McMinn concentrou-se nas relações pacíficas com os índios nativos americanos, a fim de facilitar o caminho para o povoamento branco, particularmente para o oeste. O Tratado de compra de Chickasaw, ou compra de Western, em que a maioria do que é agora Tennessee ocidental, foi realizado durante o seu mandato como governador. Quatorze novos municípios foram criados. O Tratado de Calhoun (ou compra de Hiwassee), em que os Estados Unidos adquiriram uma parte do sudeste de Tennessee, também foi negociado durante seu mandato.
Após a crise financeira de 1819, McMinn chamou uma sessão conjunta do legislativo estadual em junho de 1820, que votou para estabelecer um banco estatal que iria fornecer empréstimos a juros baixos. Isto agitou muitos dos colegas de McMinn do Tennesse Oriental, que há anos queixavam-se sobre falta de verbas do estado para melhorias internas, nomeadamente a melhoria da navegação no alto do rio Tennessee. O legislativo usou as terras estatais da compra de Hiwassee para fornecer apoio financeiro para o novo banco.
Após sua aposentadoria como governador devido as limitações de mandato da constituição de 1796 que ele tinha ajudado a redigir, retornou para sua fazenda no município de Hawkins. Em 1823, ele se mudou para uma fazenda ao longo do rio Hiwassee, perto de Calhoun, Tennessee e serviu como um agente do governo federal na Agência Cherokee e cercanias até ao momento da sua morte.

## Vida em família
McMinn casou com sua primeira esposa, Anna Cooper, em 1785, e eles tiveram uma filha, Jane. Após a morte de sua primeira esposa, casou-se com McMinn Rebecca Kincade. Ela morreu em janeiro de 1815, e sua única filha, Jane, morreu duas semanas mais tarde.
Em 1816, casou-se com Nancy Williams de Glasgow, a filha polêmica de James Glasgow, o Secretário de estado da Carolina do Norte. Este casamento terminou em uma separação polêmica e com um mal-sucedido divórcio, em 1821.
Em 1942, um retrato de McMinn que tinha sido pintado pelo notável artista Rembrandt Peale em 1796 foi descoberto na Filadélfia. McMinn aparentemente posou para o retrato, durante sua visita à cidade para colaborar com a constituição de estado do Tennessee recém ingresso ao governo federal. A sociedade histórica de Tennessee comprou a pintura para o estado.
O Condado de McMinn no Tennessee e a cidade de McMinnville no Condado de Warren, foram assim nomeadas em sua homenagem.

## Morte
McMinn juntou-se a Igreja Presbiteriana no final da vida e foi enterrado em um túmulo não marcado no cemitério presbiteriano Shiloh em Calhoun. Em 1880, o Condado de McMinn tentou remover seu túmulo para ser reenterrado na sede do Condado de Atenas, mas um pregador excêntrico chamado R.J.M. Only, que era a única pessoa que conhecia a localização do túmulo, recusou-se a revelar a sua localização. Depois que o concelho decidiu não mover a sepultura, foi então revelado o local da tumba, e um grande marcador foi colocado sobre ele.

## Ler também
- Beard, William (1942).  "Joseph McMinn: Tennessee's Fourth Governor."  Tennessee Historical Quarterly, Vol. 4, No. 2, pp. 54-66.
- Murphey, Edwin (1915).  "Joseph McMinn, Governor of Tennessee, 1815-1821: The Man and His Times." Tennessee Historical Magazine, Vol. 1, No. 1, pp. 3-16.

## Fonte da tradução
- Este artigo foi inicialmente traduzido, total ou parcialmente, do artigo da Wikipédia em inglês cujo título é «Joseph McMinn».